# こめ油
| 項目                 | 分量（g） |
| -------------------- | --------- |
| 脂肪                 | 100       |
| 飽和脂肪酸           | 19.7      |
| 14:0（ミリスチン酸） | 0.7       |
| 16:0（パルミチン酸） | 16.9      |
| 18:0（ステアリン酸） | 1.6       |
| 一価不飽和脂肪酸     | 39.3      |
| 18:1（オレイン酸）   | 39.1      |
| 多価不飽和脂肪酸     | 35        |
| 18:2（リノール酸）   | 33.4      |
| 18:3（α-リノレン酸） | 1.6       |

こめ油（こめゆ、こめあぶら、べいゆ、米油、rice bran oil） は、米糠から抽出される植物油である。米糠油（こめぬかゆ、こめぬかあぶら）とも。様々な呼び名や書き方があるが、日本農林規格 (JAS) では「こめ油」を使用している。

## 原材料と副産物
こめ油の原材料は、玄米を搗精した際の副産物である米糠である。日本では主食である米を原料にしているため原料をほぼ国産で賄える唯一の植物油である。また抽出工程のみを行う工場を含めれば、こめ油製造工場は北海道から沖縄県まで存在する。近年は東南アジアや米国からの輸入も行われているがその量はごくわずかである。
日本においては国産原料を使用していることから学校給食関係者には好評であるが、大豆油などに比べると価格が高いので使用は一部に留まっている。
また米の消費量が年々減少しているため、こめ油は安定した出荷がありながら製造会社は原料の手当てに苦慮している。1990年代にはエノキタケの培養床に米糠が使われたため、栽培業者と製油業者の間で原料の奪い合いが起きた。エノキダケの方が収益性が良く栽培業者が米糠を高く買い取ったため、一時こめ油業界は深刻な事態に陥った。その後エノキダケの培養床は米糠からトウモロコシの芯（コーンコブ）に移行したため危機を乗り越えることができた。しかし長期的に見て原料供給が増える見込みが立たないことに変わりはない。
他の植物油原料と異なり、米糠には油脂分解酵素リパーゼが多量に含まれている。そのため原油中の遊離脂肪酸量が多く、酸価 (acid value, AV) が極めて高い。菜種油原油やトウモロコシ原油のAVが一桁であるのに対し、米原油は20以上になることは普通である。また原油は多量のワックス分を含んでいるため、他の植物油よりも強力な脱蝋装置が必要である。このようにこめ油の精製工程は菜種油や大豆油の精製に比べ手間がかかるうえ、独自の技術や装置が必要である。そのためバブル崩壊後、食用植物油会社の再編が進む中でもこめ油製造各社は独自の地位を保っている。
精製の際に除去された脂肪酸やワックス分、抽出かすである脱脂糠等の副産物は石鹸や樹脂、蝋の原材料や肥料などとして使用されている。

## 特徴
脂肪酸組成に占めるオレイン酸の比率が高いことと、α-トコフェロールに加えγ-オリザノール、フェルラ酸、トコトリエノールなどの抗酸化作用を有する成分を多く含み、加熱による酸化が起きにくいことが挙げられる。
トコフェロール含量の変化に着目し、AOM法（active oxygen method）により植物油脂の安定性を評価したところ、こめ油、綿実油、なたね油、コーン油の順に安定性が高かった。こめ油の高い安定性は、α-トコフェロールだけでなく、トコトリエノールやγ-オリザノールなども含有し安定性に寄与するためである。
特に酸化されにくさについては、こめ油が製菓業界で歓迎される理由となっており、現在、日本で製造されるポテトチップスのほぼ全量が、こめ油かこめ油を配合した油で揚げられている。
また、こめ油は血中コレステロール分を下げる効果が植物油で最も高く、紅花油と混合するとその効果がさらに高くなる。

## 油酔い
揚げ物をしている人が気分を悪くする現象を「油酔い」と呼ぶ。これは油脂を過熱する際に発生するアクロレインという物質の作用であるといわれている。
こめ油はこの油酔い現象が起きにくい油とされている。また、揚げる作業が終わったあとに、油を鍋から他の容器に移す際などの油のキレが良いともいわれる。
これらの現象も、こめ油が加熱による酸化が起こりにくいことと関連があると考えられているが、両現象ともまだ科学的に原因は解明されていない。

## JAS規格
日本農林規格 (JAS) には「精製こめ油」と「こめサラダ油」がある。以前は「こめ油」というものも存在したが、流通実体が無いため廃止されている。